# Daewoo Electronics
Daewoo Electronics este o companie de electronice din Coreea de Sud, parte a grupului Daewoo.
Grupul Daewoo a fost înființat în 1987, iar în timp a devenit o companie globală, cu centre de cercetare și vânzare, în mai mult de 40 de țări din întreaga lume.
Este a treia cea mai mare companie de electronice din Coreea de Sud, după Samsung și LG.
Daewoo Electronics a fost înființată în 1999, în momentul divizării conglomeratului sud-coreean Daewoo, și include producția de electrocasnice ca frigidere, mașini de spălat, cuptoare cu microunde sau televizoare.
De la înființare, compania s-a aflat sub controlul unui consorțiu de bănci creditoare, care controlau 97,5% din capital.
În noiembrie 2010, grupul iranian Entekhab Industrial Group a achiziționat Daewoo Electronics pentru 518 milioane de dolari.